# 名もなき何もかも
「名もなき何もかも」（なもなきなにもかも、英題：Nameless Name）は、5人組ガールズバンド・トゲナシトゲアリのデビューシングル。表題曲「名もなき何もかも」とカップリング曲「偽りの理」はともに2023年5月29日に各種音楽配信サービスにて配信された後、同年7月26日にマキシシングルとして発売された。

## 概要
トゲナシトゲアリはテレビアニメ『ガールズバンドクライ』の劇中に登場するバンドである。現実世界においては、テレビアニメに先行する形で結成され、メンバーはオーディションによって選出された。楽曲制作はテレビアニメと並行する形で、本バンドのプロデュースを担当するagehaspringsの玉井健二が中心となって進められた。劇中においてトゲナシトゲアリの楽曲は、河原木桃香というキャラクターが制作しているという設定となっている。そのため実際の楽曲制作においては桃香の人生やキャラクターが前提となり、ボカロ曲を意識した超高速のBPM、転調を繰り返す展開、純文学風の詩などがコンセプトとなっている。
「名もなき何もかも」はこれらのコンセプトを踏まえ、本プロジェクトの中で一番最初に制作された。歌詞は桃香が抱えているであろう葛藤や苛立ち、絶望感がテーマとなっている。この楽曲はメンバーを選考するオーディションの課題曲としても使用された。BPMが187と非常に速いこともあり、理名、美怜、凪都は非常に苦戦したと振り返っている。ボーカルのレコーディングも難航し、理名のレコーディングは1か月ほどかけて行われた。
カップリング曲には「偽りの理」が収録された。2024年6月に公開されたインタビューで、理名は思い入れのある曲としてこの曲を挙げており、「リリースされた音源はもう1年前とかに録ったので、今の私とは声の出し方も声色も全然違うんですよ。なのでリリースされたときは『ヘタクソだなあ』と思ってたんですけど、今となってはそのときの私にしか歌えなかった歌だなとも感じるので、成長を実感できるという意味でもすごく思い入れの深い曲です。」と語っている。

## ミュージックビデオ
「名もなき何もかも」と「偽りの理」の両作とも、2023年5月29日にYouTubeにて公開された。
「名もなき何もかも」は東映アニメーションの手掛けるCGアニメーションであり、テレビアニメの舞台である川崎市を主人公の仁菜が駆け抜ける映像となっている。一方、「偽りの理」はイラストレーター・sakiyamaの手掛けるイラストを使用したミュージックビデオとなっており、制作はMONO-Devoidが担当した。

## テレビアニメ『ガールズバンドクライ』での使用
『ガールズバンドクライ』では第7話の挿入歌として使用された。諏訪市のライブハウス・clubrockheartsが舞台となり、トゲナシトゲアリとしての最初のライブで歌う曲として登場する。理名のボーカルは再レコーディングされており、『空白とカタルシス』に「名もなき何もかも(Live at clubrockhearts edit)」として収録されている。

## 批評
フリーライターの西廣智一はそれぞれの楽曲について以下のように評している。

## 収録曲
| #         | タイトル                                             | 作詞                   | 作曲      | 編曲           | 時間  |
| --------- | ---------------------------------------------------- | ---------------------- | --------- | -------------- | ----- |
| 1.        | 「名もなき何もかも」                                 | 飛内将大、タカノシンヤ | 飛内将大  | 玉井健二       | 3:10  |
| 2.        | 「偽りの理」                                         | KOHD                   | KOHD      | 玉井健二、KOHD | 3:11  |
| 3.        | 「名もなき何もかも」(Instrumental)                   |                        |           |                | 3:10  |
| 4.        | 「偽りの理」(Instrumental)                           |                        |           |                | 3:12  |
| 5.        | 「アゲていきましょう！これが私たち！」(ドラマパート) |                        |           |                | 9:15  |
| 6.        | 「それはみんなの夢だから」(ドラマパート)             |                        |           |                | 9:13  |
| 7.        | 「夏！最強の怖い話！」(ドラマパート)                 |                        |           |                | 10:26 |
| 合計時間: | 合計時間:                                            | 合計時間:              | 合計時間: | 合計時間:      | 41:37 |

| #  | タイトル                                                 | 作詞 | 作曲・編曲 |
| -- | -------------------------------------------------------- | ---- | ---------- |
| 1. | 「名もなき何もかも」(ロングバージョンミュージックビデオ) |      |            |
| 2. | 「偽りの理」(ミュージックビデオ)                         |      |            |

## クレジット
出典 - 

### 名もなき何もかも
- プログラミング・演奏 - 飛内正大
- レコーディング・ミキシング - 森真樹
- レコーディングスタジオ - Studio Device
- ミキシングスタジオ - prime sound studio form

### 偽りの理
- プログラミング・演奏 - KODH
- レコーディング・ミキシング - 森真樹
- レコーディングスタジオ - Studio Device
- ミキシングスタジオ - prime sound studio form